# Somos por partes
Somos por partes es el primer trabajo discográfico, perteneciente al grupo de rock argentino, llamado de Marilina Connor Questa. Este material fue grabado y editado de forma independiente en el año 2011.
Contiene un cover de «Respect» de Aretha Franklin.

## Lista de canciones
- Todas las canciones escritas por Connor Questa, excepto las que indiquen:[3]

| N.º | Título            | Escritor(es)                    | Duración |  |
| 1.  | «Huesos»          | Marilina Bertoldi/Hernán Rupolo | 02:49    |  |
| 2.  | «Acorde de paso»  | Marilina Bertoldi               | 03:14    |  |
| 3.  | «Sublow»          | Marilina Bertoldi/Hernán Rupolo | 00:17    |  |
| 4.  | «Pasiones»        | Marilina Bertoldi               | 03:59    |  |
| 5.  | «Acoples»         | Marilina Bertoldi/Hernán Rupolo | 01:01    |  |
| 6.  | «Amnesia»         | Marilina Bertoldi               | 03:50    |  |
| 7.  | «Gritos»          | Marilina Bertoldi               | 02:43    |  |
| 8.  | «Resiste en pie»  | Marilina Bertoldi               | 03:20    |  |
| 9.  | «Hurto»           | Marilina Bertoldi/Hernán Rupolo | 01:02    |  |
| 10. | «Tripolar»        | Marilina Bertoldi               | 02:50    |  |
| 11. | «Respect»         | Otis Redding                    | 02:34    |  |
| 12. | «Demo resistente» | Marilina Bertoldi               | 03:37    |  |

## Personal
- Marilina Bertoldi: Voz y guitarra
- Hernán Rupolo: Guitarra líder y coros
- Martin Casado: Bajo
- Rodrigo Bodaño: Batería (en canciones 2, 6, 7 y 8)
- Facundo Veloso: Batería (en canciones 1, 4, 10, 11 y 12)